# Sărituri cu schiurile la Jocurile Olimpice de iarnă din 2018 - Echipe masculin, trambulină mare
Proba de sărituri cu schiurile, echipe masculin trambulină mare de la Jocurile Olimpice de iarnă din 2018 de la Pyeongchang, Coreea de Sud a avut loc pe 19 februarie 2018 la Alpensia Ski Jumping Centre.

## Program
Orele sunt orele Coreei de Sud (ora României + 7 ore).
| Dată         | Ora         | Rundă  |
| ------------ | ----------- | ------ |
| 19 februarie | 21:30-23:15 | Finala |

## Rezultate
Finala a început la ora 21:30.
|     |                        |                                                                                              | Round 1                 | Round 1                       | Round 1 | Final round             | Final round                   | Final round | Total                          |
| Loc | Număr concurs          | Țară                                                                                         | Distanță (m)            | Puncte                        | Loc     | Distanță (m)            | Puncte                        | Loc         | Puncte                         |
| --- | ---------------------- | -------------------------------------------------------------------------------------------- | ----------------------- | ----------------------------- | ------- | ----------------------- | ----------------------------- | ----------- | ------------------------------ |
| 1   | 12 12–1 12–2 12–3 12–4 | Norvegia · Daniel-André Tande · Andreas Stjernen · Johann André Forfang · Robert Johansson   | 136,0 133,0 132,5 137,5 | 545,9 141,8 134,6 132,3 137,2 | 1       | 140,5 135,5 132,0 136,0 | 552,6 145,5 139,8 129,7 137,6 | 1           | 1098,5 287,3 274,4 262,0 274,8 |
| 2   | 11 11–1 11–2 11–3 11–4 | Germania · Karl Geiger · Stephan Leyhe · Richard Freitag · Andreas Wellinger                 | 136,0 128,0 134,5 140,0 | 543,9 139,4 124,1 134,5 145,9 | 2       | 134,0 129,0 134,5 134,5 | 531,8 131,7 126,0 135,8 138,3 | 2           | 1075,7 271,1 250,1 270,3 284,2 |
| 3   | 10 10–1 10–2 10–3 10–4 | Polonia · Maciej Kot · Stefan Hula · Dawid Kubacki · Kamil Stoch                             | 129,5 130,0 138,5 139,0 | 540,9 128,3 129,8 139,7 143,1 | 3       | 133,0 134,0 135,5 134,5 | 531,5 127,0 134,8 135,3 134,4 | 3           | 1072,4 255,3 264,6 275,0 277,5 |
| 4   | 9 9–1 9–2 9–3 9–4      | Austria · Stefan Kraft · Manuel Fettner · Gregor Schlierenzauer · Michael Hayböck            | 133,5 122,5 127,5 133,5 | 493,7 131,8 109,9 118,0 134,0 | 4       | 126,5 125,5 122,5 136,5 | 484,7 116,7 118,2 111,3 138,5 | 4           | 978,4 248,5 228,1 229,3 272,5  |
| 5   | 8 8–1 8–2 8–3 8–4      | Slovenia · Jernej Damjan · Anže Semenič · Tilen Bartol · Peter Prevc                         | 126,5 125,0 129,5 134,5 | 492,4 118,9 116,5 120,6 136,4 | 5       | 129,5 123,5 122,0 133,5 | 475,4 122,2 111,1 111,0 131,1 | 5           | 967,8 241,1 227,6 231,6 267,5  |
| 6   | 7 7–1 7–2 7–3 7–4      | Japonia · Taku Takeuchi · Daiki Ito · Noriaki Kasai · Ryoyu Kobayashi                        | 124,0 126,0 124,0 132,5 | 475,5 113,6 117,6 112,2 132,1 | 6       | 123,0 125,0 130,0       | 465,0 110,5 109,8 117,9 126,8 | 6           | 940,5 224,1 227,4 230,1 258,9  |
| 7   | 6 6–1 6–2 6–3 6–4      | Sportivii Olimpici ai Rusiei Alexey Romashov Denis Kornilov Mikhail Nazarov Evgeni Klimov    | 117,5 122,0 115,0 123,0 | 409,6 99,4 108,6 90,6 111,0   | 7       | 114,0 121,5 115,5 122,0 | 400,2 90,1 107,5 93,8 108,8   | 7           | 809,8 189,5 216,1 184,4 219,8  |
| 8   | 5 5–1 5–2 5–3 5–4      | Finlanda · Janne Ahonen · Andreas Alamommo · Jarkko Määttä · Antti Aalto                     | 122,5 117,0 118,0 115,0 | 397,5 109,7 97,3 97,6 92,9    | 8       | 120,5 115,5 113,5 118,5 | 392,9 104,6 94,8 89,5 104,0   | 8           | 790,4 214,3 192,1 187,1 196,9  |
| 9   | 3 3–1 3–2 3–3 3–4      | Statele Unite ale Americii · Casey Larson · William Rhoads · Michael Glasder · Kevin Bickner | 111,5 107,5 113,0 131,0 | 377,2 85,7 80,4 86,4 124,7    | 9       |                         |                               |             |                                |
| 10  | 4 4–1 4–2 4–3 4–4      | Cehia · Viktor Polášek · Vojtěch Štursa · Čestmír Kožíšek · Roman Koudelka                   | 116,0 107,0 111,5 124,0 | 370,1 95,7 78,3 84,6 111,5    | 10      |                         |                               |             |                                |
| 11  | 2 2–1 2–2 2–3 2–4      | Italia · Federico Cecon · Davide Bresadola · Sebastian Colloredo · Alex Insam                | 102,0 114,0 115,0 122,5 | 364,5 69,7 94,9 94,3 105,6    | 11      |                         |                               |             |                                |
| 12  | 1 1–1 1–2 1–3 1–4      | Coreea de Sud · Kim Hyun-ki · Park Je-un · Choi Heung-chul · Choi Se-ou                      | 102,5 81,5 110,5 115,0  | 274,5 68,8 29,4 83,3 93,0     | 12      |                         |                               |             |                                |